# Каверзнева (деревня)
Каверзнева — деревня в Болховском районе Орловской области России. Входит в состав Медведковского сельского поселения.

## География
Деревня находится в северной части Орловской области, в лесостепной зоне, в пределах центральной части Среднерусской возвышенности, на правом берегу реки Турья (приток Орса), на расстоянии примерно 12 километров (по прямой) к западу-северо-западу (WNW) от города Болхова, административного центра района. Абсолютная высота — 203 метра над уровнем моря.
Часовой пояс
Деревня Каверзнева, как и вся Орловская область, находится в часовой зоне МСК (московское время). Смещение применяемого времени относительно UTC составляет +3:00.

## Население
| 2010 |
| ---- |
| 6    |

Половой состав
По данным Всероссийской переписи населения 2010 года в гендерной структуре населения мужчины составляли 66,7 %, женщины — соответственно также 33,3 %.
Национальный состав
Согласно результатам переписи 2002 года, в национальной структуре населения русские составляли 100 % из 11 чел.

## Улицы
Уличная сеть деревни состоит из одной улицы (ул. Каверзнева).